# Estación Dique Luján
Dique Luján era una estación ferroviaria ubicada en la localidad de Dique Luján, en la provincia de Buenos Aires, Argentina. Es una antigua estación de trenes actualmente clausurada perteneciente al Ferrocarril General Bartolomé Mitre.

## Ubicación
La Estación Dique Luján está situada sobre la avenida América y el río Luján.

## Historia
En el año 1914 finaliza la construcción del ramal ferroviario entre el río Luján con las vías del Ferrocarril Central Argentino (hoy FCGBM), en tierras cedidas en donación por Don Benito Villanueva, uniendo la estación de la nueva localidad denominada "Dique Luján" con la entonces localidad "Los Arenales" (hoy Ingeniero Maschwitz), pues Villanueva levantaría la "Ciudad Delta", una Venecia argentina, para lo cual contrató al ingeniero Saturnino de Ortúzar, que trazó una serie de canales que aún se destacan entre la frondosa vegetación isleña. Como base para la creación de esta ciudad Villanueva pensaba hacer funcionar allí el puerto de frutos y un dique seco, que luego se trasladaron a su ubicación actual en Tigre. 
El predio que se destinó para el establecimiento de la nueva estación ferroviaria se encontraba en una zona inundable, para lo cual fue necesario rellenar el terreno extrayendo la tierra necesaria de la misma propiedad, creándose así una cantera de 5 hectáreas con una profundidad de aproximadamente 6 metros, y de 500 metros de largo; por su extensión y magnitud los trabajadores del ferrocarril comenzaron a llamar a esta cantera "EL DIQUE DEL LUJAN" debido a la proximidad con el Río Luján, adoptando la nueva estación ferroviaria el nombre de "DIQUE LUJÁN". 
El 12 de octubre de 1914 una vez finalizadas las obras el ingeniero Saturnino Ortuzar da la orden para abrir la cantera existente a las aguas del Río Luján creando de esta manera un espejo de agua que desde entonces es la construcción que da su nombre al lugar, y en conmemoración de este día la arteria principal de Dique Luján paso a llamarse "12 de Octubre". Benito Villanueva se propuso aprovechar la llegada del ferrocarril a sus bajas tierras para crear una nueva urbanización, llamada Ciudad del Delta. Para lograrlo debía solucionar el problema de las inundaciones, para lo cual construyó una serie de canales para desagotar los campos, como los canales Villanueva, Los Sauces, Rioja, Pacheco, García y Carolina entre otros. Pero lo inhóspito del lugar y la falta de soluciones para el flagelo de las crecientes, hacía que la Ciudad del Delta no dejara de ser un sueño durante largos años. 
El proyecto de realizar el puerto de frutos en "Dique Luján" se frustró, Villanueva murió el 8 de abril de 1933, y en la zona de Dique Luján quedó una planta procesadora de formio. El proyecto original consistía en que las vías férreas cruzaran el río Luján y unieran el Delta del Paraná con Dique Luján.[cita requerida]
Al crecer la zona isleña por el miniturismo, Dique Luján se convirtió en una Villa de casas de fin de semana, con un paisaje peculiar y encantador, la cual ha permanecido como detenida en el tiempo. Allí todos sus vecinos se conocen y los niveles de seguridad son uno de los más altos de la Argentina.[cita requerida]
La estación era una parada de trenes de pasajeros y de carga. Los servicios de pasajeros sufrían de una escasa afluencia de pasajeros y los servicios de carga transportaban mercaderías que eran embarcadas en lanchas y vendidas a los pobladores del Delta del Paraná.
En 1958 se filman escenas de la película "EL HOMBRE QUE HIZO EL MILAGRO" con Luis Sandrini en los andenes de la estación de Dique Luján.
El 12 de noviembre de 1967. por decisión de las nuevas autoridades de la empresa estatal Ferrocarriles Argentinos, durante el gobierno de facto del General Onganía, el servicio del ramal ferroviario que unía la localidad de Ingeniero Maschwitz con Dique Luján se suspende provisoriamente. Ante el aislamiento causado por la crisis ferroviaria, un grupo de vecinos encabezados por Federico Schneider gestionaron ante el gobierno provincial, el asfalto del camino desde Ingeniero Maschwitz.
En 1969 el servicio del ramal ferroviario que unía Maschwitz con Dique Luján se cierra definitivamente, quedando la estación terminal de Dique Luján en total estado de abandono tanto por la empresa Ferrocarriles Argentinos como por el Estado Nacional.  A fines del mes de diciembre de 1969 llega a la vieja estación de Dique Luján Don Juan Fernando Sánchez con su esposa, Helvecia Carmona y su pequeño hijo Daniel Fernando Sánchez, quien sería años más tarde el discípulo favorito del maestro Daniel Viot siendo ambos destacados artistas plásticos diquenses.
Entre los años 1970 y 1971 las vías del ramal ferroviario se levantan definitivamente en toda su extensión desde Dique Luján hasta Ing. Maschwitz, dando lugar a lo que los lugareños llaman la vía muerta. 

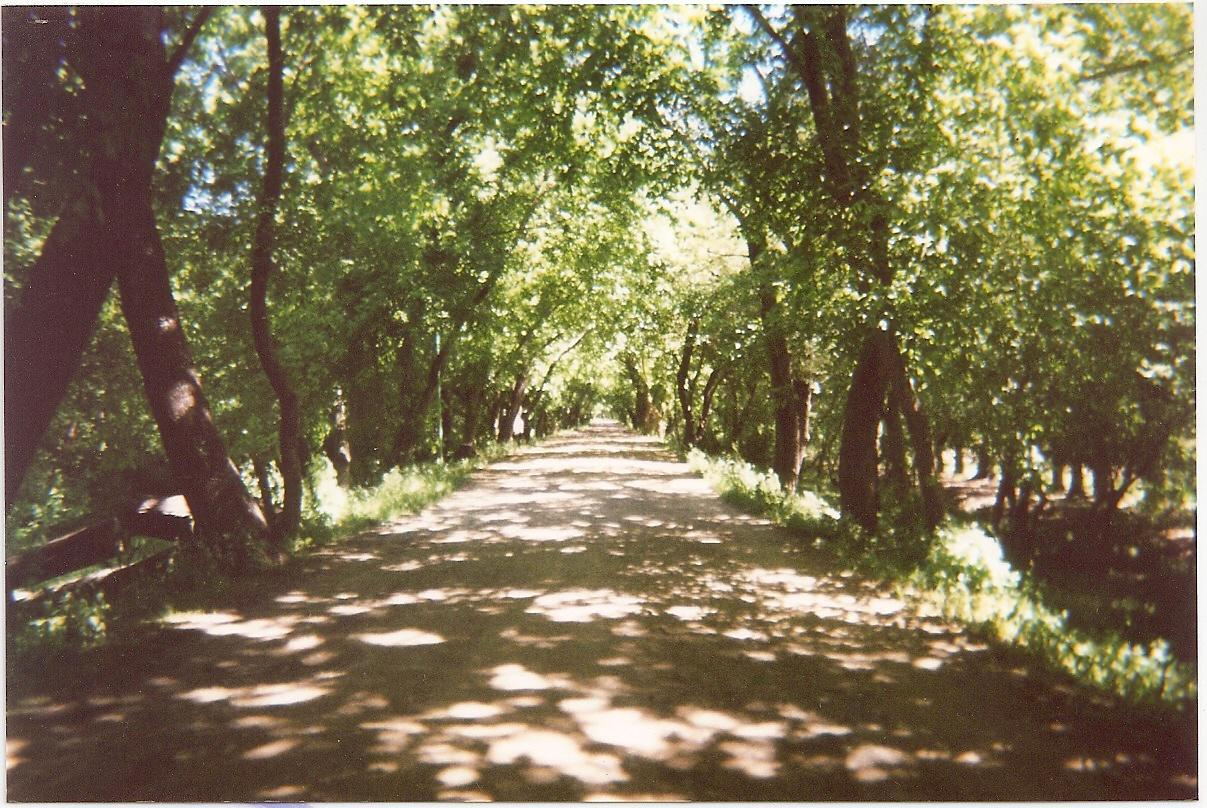
Vista de la traza donde se asentaba la vía que unía Dique Luján con las vías del FCA.